# Tina Torhamn
Tina Torhamn, ogift Kristina/Tina Johansson, född 16 november 1947 i Skövde, död 19 maj 2007 i Stockholm, var en svensk konstnär och skulptör.

## Biografi

### Utbildning
Tina Torhamn avlade studentexamen 1966, studerade konstvetenskap på Stockholms universitet 1971, gick ut Konstfack 1976 och Grafiska institutet 1984. Hon var också 2002 projektstuderande på Kungliga Konsthögskolan med inriktning på monumental betong. Hon debuterade som poet i Grupp -74 med dikten "Jag är en ingen, ingenstans människa".

### Konstnärskap
Torhamn arbetade med uttryck som byggde på kontraster. Kontrasterna kunde röra materialet och formen, å ena sidan realistiska skulpturporträtt, å andra sidan screentryck i popkonsttraditionen. Arbetet rörde också innehåll i förhållande till form, till exempel skulpturdikten "Jag är så rädd" där verkets fysiska tyngd på två ton kontrasterade mot det bräckliga och utlämnande budskapet. Flyktigt nedkastade kvinnoporträtt fick sitt uttryck i stål och betong, ett material som hon förvandlade till något vackert och beständigt. Torhamn var även fascinerad av samspelet mellan kropp och kost och var tidig med detta tema i konsten. Hennes verk var djupt personliga och rörde ensamhet, ångest, identitet, utseendefixering och, ofta, känslan av underklass. Hon var en gränsöverskridande och banbrytande kvinnlig konstnär.
År 1979 fick Torhamn Stockholms stads konstnärsbidrag. 1980 och 2006 tilldelades hon stipendier av Konstnärsnämnden och 2003 från Elsa Danson Wåghals fond.
Skulpturen "Jag är så rädd" köptes in av Södertälje kommun 1979, men verket förstördes i en brand 1989. Hennes verk köptes också in av Polismyndigheten i Stockholms län och av Bromma sjukhus (placerad i sjukhusets entré).
Tina Torhamn var medlem i Föreningen och Stiftelsen Konstnärshem och var där förtroendevald styrelseledamot. Torhamn var också medlem i Konstnärernas riksorganisation och Konstnärernas Kollektivverkstad (KKV). 

### Privatliv
Tina Torhamn var gift med Staffan Torhamn, som liksom hon var verksam flera år på Konstnärernas Kollektivverkstad i Stockholm och Nacka. De tillbringade flera somrar i Torhamn i familjens hus och ateljé.

## Galleri

Tina Torhamn, Hon bär sin framtid, gips, 1999
Tina Torhamn, Stålmannen, försilvrad brons,1989
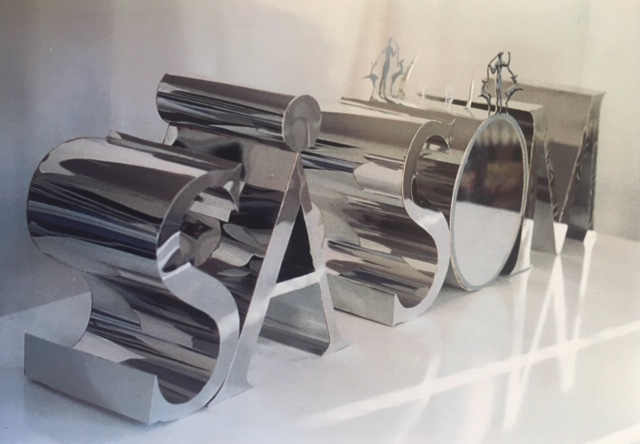
Tina Torhamn, Såsom, rostfritt stål, 2002
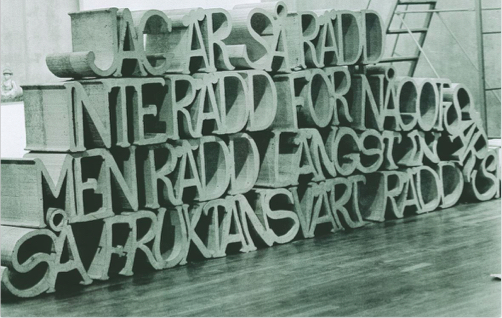
Tina Torhamn, Jag är så rädd, betong, 1977
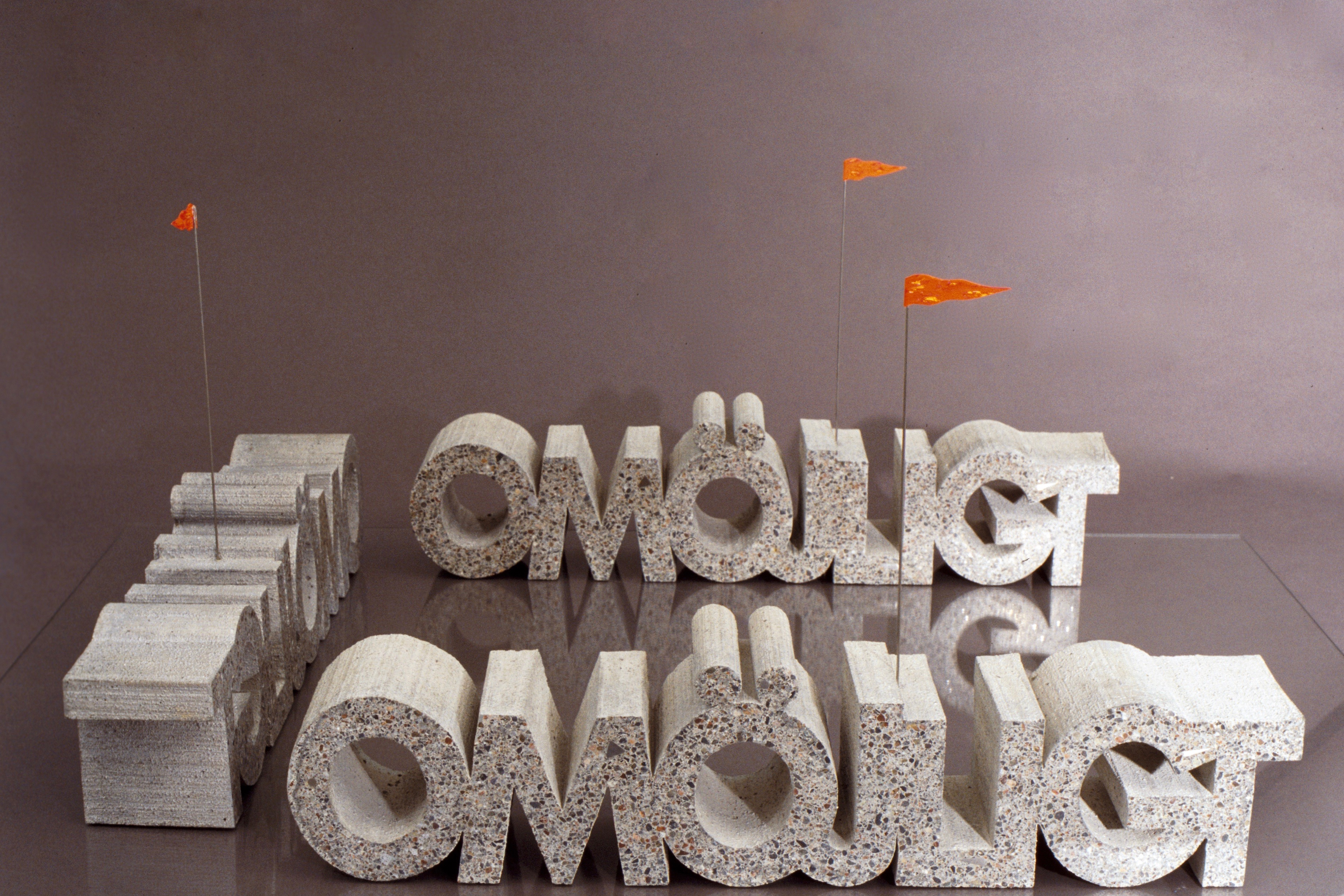
Tina Torhamn, Omöjligt - Möjligt, betong, 1991
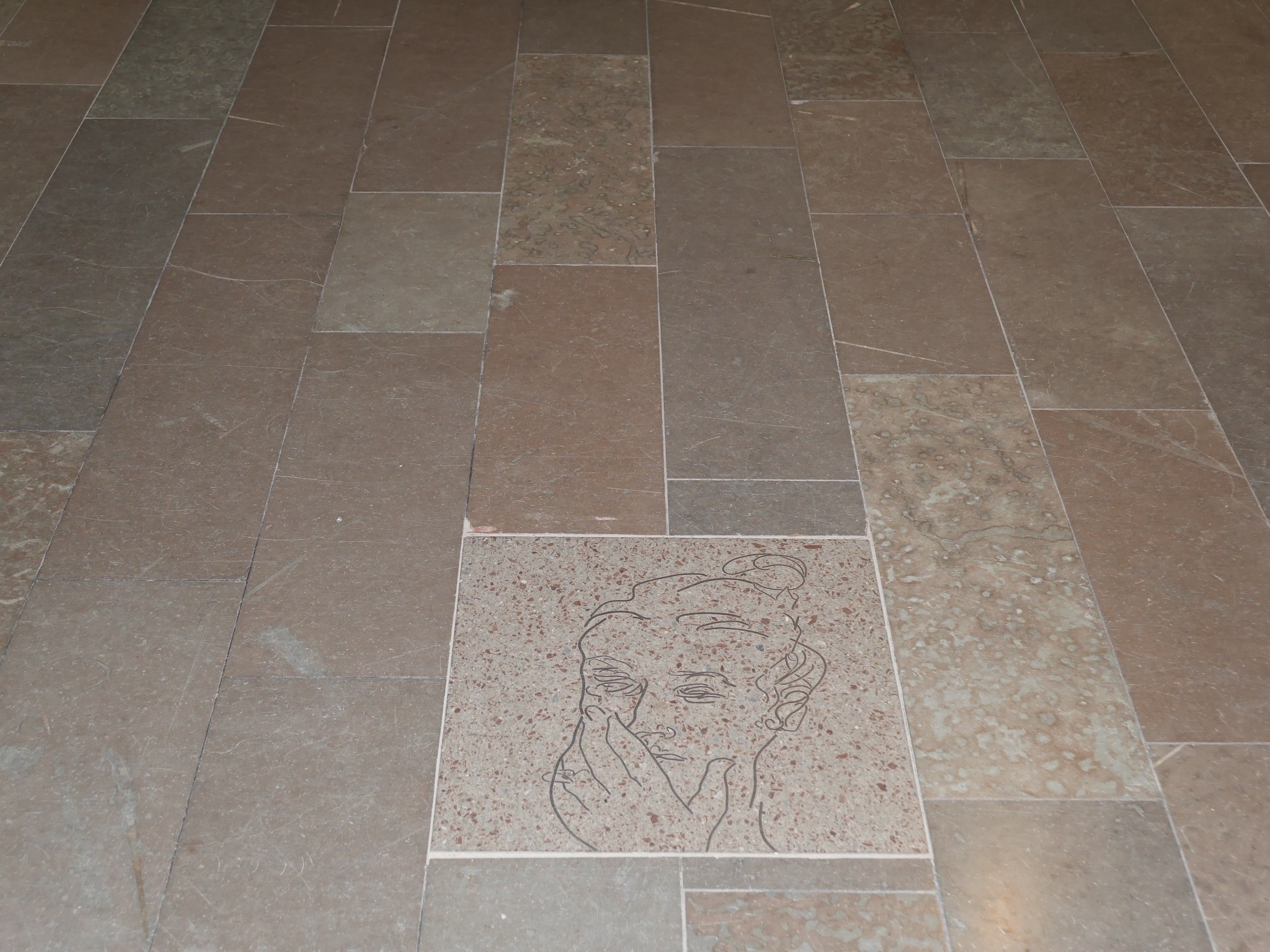
Tina Torhamn, Damer i betong, Bromma sjukhus, 2003, foto H Johansson
- Tina Torhamn, Hon bär sin framtid, betong, 1999
Tina Torhamn, Calzone med dockor, fotografi, 1976
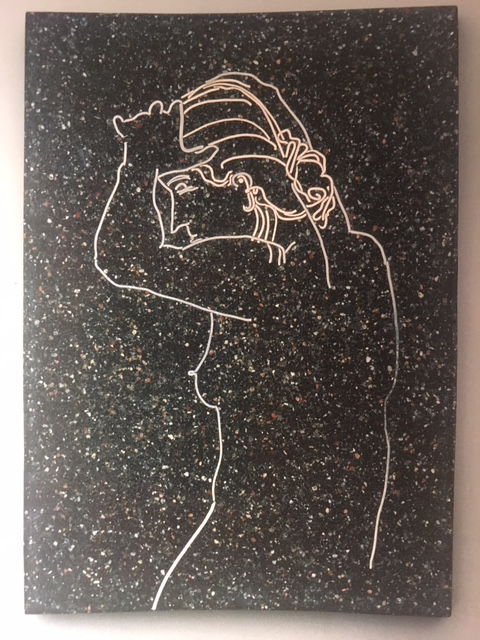
Tina Torhamn, Stål i betong, 1998
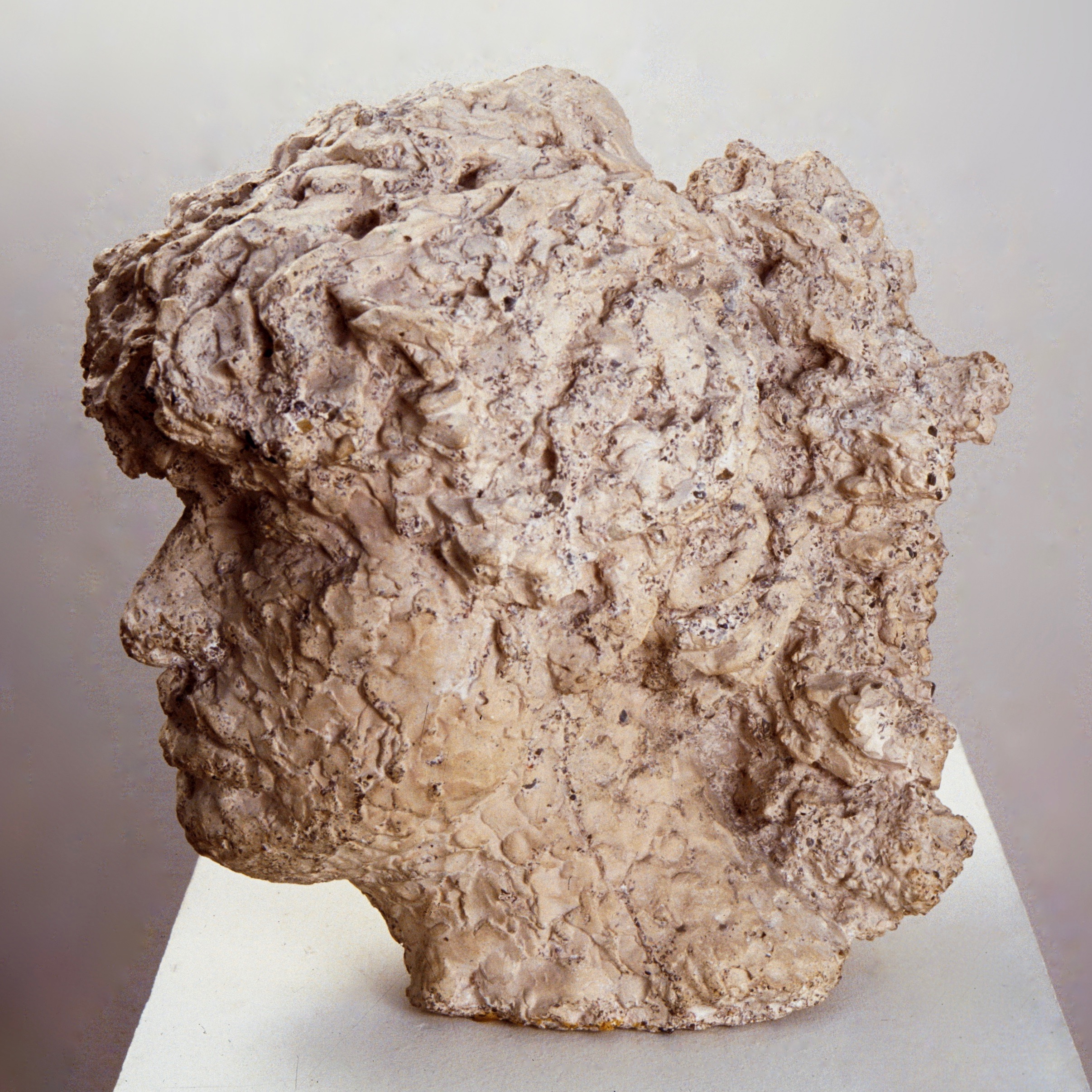
Tina Torhamn, Helena, betong, 1976
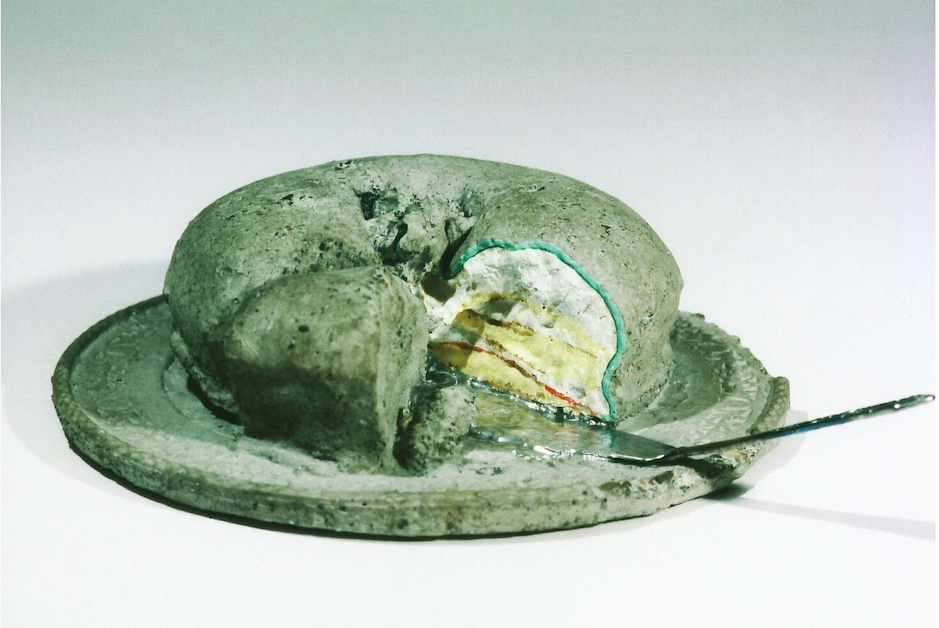
Tina Torhamn, Svårsmält, betong, 1975
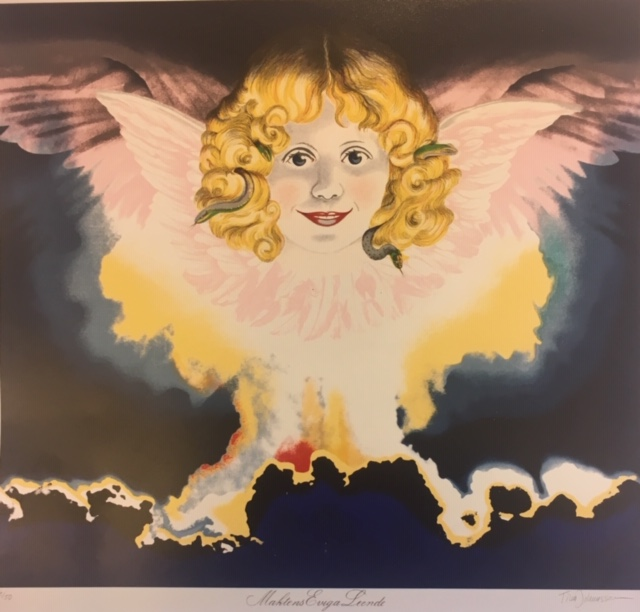
Tina Torhamn, Maktens eviga leende, seriegrafi 68x70 cm, 1981
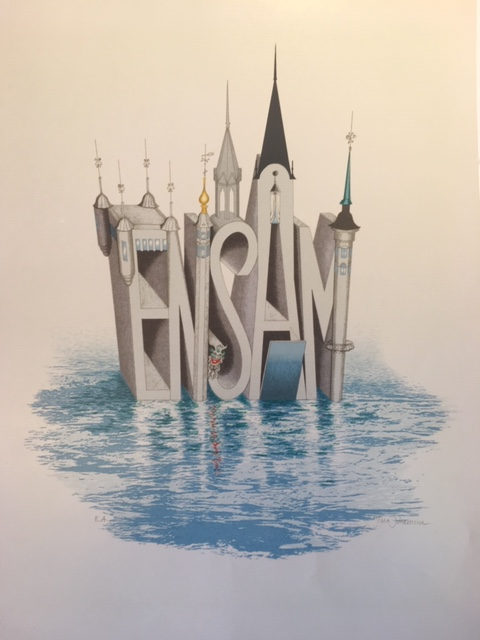
Tina Torhamn, Prinsessan Ensam, serigrafi 45x60 cm, 1987
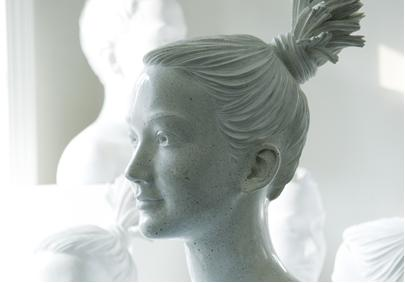
Tina Torhamn, betongskulptur, 1999, foto Fredrik Winberg

## Utställningar
- Nationalmuseum, ”ÄtbArt”[3][11]  2000/2001
- Konstfack, Vårexpo, 1976[12]
- Kulturhuset, Stockholm, samlingsutställning ”Våld föder våld”, 1977[1][2][3][13]
- Skulptursommar, Konst på gatan[3][14], Borlänge, 1977
- Liljevalchs konsthall, vårsalong, 1978[3]
- Södertälje Konsthall, Konst som omsorg[15], 1979
- Galleri H, samlingsutställning ”Vän”, Stockholm, 1981[3]
- Galerie Doktor Glas, Änglalikt, Stockholm, 1982[3]
- Nackautställningen, NU -86, 1986[3]
- Riksutställningar, ”Mål för ögat”, 1990[3]
- Galleri Händer, Porträtt, Stockholm, 1991[3][16]
- Betongforum[3], Stockholm, 1991
- Galerie du Nord, Borås, ”Food”, 1994[3]
- Stadsmuseet i Stockholm, Konstnärshem - ett förtrollat kvarter, 1999[1][2][3][17]
- Polishuset[3] Kungsholmen, Stockholm, 1999
- Häggska Galleriet[3], Visby 2002
- Kungliga Konsthögskolan, Projekt Monumental, 2003[3]
- Kulturhuset Stockholm, samlingsutställning ”En var”, 2006
- Betongmässan Betongfeber[18], Infra City, Upplands Väsby, november 2005
- Tensta konsthall, ”Gifts of Intimacy”, 2011, (postumt)[19][20]
- Betonggalleriet[21], Uttryck i betong[22], Stockholm, 2012 (postumt)